# Urban Pasifika
El Urban Pasifika es un subgénero del hip hop que combina el estilo estadounidense del hip hop o el R&B con la instrumentación y lenguaje de rap maorí o de las Islas Pacífico.
Creado en Auckland, Nueva Zelanda, alrededor de 1993 con la grabación del álbum Urban Pasifika - Pioneers of a Pasifikan Frontier en un sello discográfico de Auckland llamado Urban Pasifika Records. Este sello está acreditado con la creación del género.
Urban Pasifika también puede ser conocido como Pasifikan Hiphop y está vinculado con el hip hop neozelandés.
Algunos artistas de este género son:
- Che Fu
- King Kapisi
- Dei Hamo
- Adeaze
- Savage
- Deceptikonz

- Datos: Q4006363